# 太田町 (名古屋市)
太田町（おおたまち）は、愛知県名古屋市瑞穂区の地名。現行行政地名は太田町1丁目から太田町4丁目。住居表示未実施地域。

## 地理
名古屋市瑞穂区北西部に位置する。西は堀田通、南は御劔町、北は竹田町に接する。

## 歴史

### 町名の由来
瑞穂町の小字名「太田」による。字義通り「太田」とは、広い田を意味するという。

### 沿革
- 1931年（昭和6年）2月1日 - 南区瑞穂町字部田・大田・上ノ切・臼田の各一部により、同区太田町1～3丁目として成立[1]。
- 1932年（昭和7年）9月1日 - 瑞穂町字上ノ切・中ノ切の各一部が、3～4丁目にそれぞれ編入される[1]。
- 1937年（昭和12年）10月1日 - 行政区の変更に伴い、昭和区太田町となる[10]。
- 1944年（昭和19年）2月11日 - 行政区の変更に伴い、瑞穂区太田町となる[10]。

## 世帯数と人口
2019年（平成31年）3月1日現在の世帯数と人口は以下の通りである。
| 町丁   | 世帯数  | 人口  |
| ------ | ------- | ----- |
| 太田町 | 409世帯 | 791人 |

### 人口の変遷
国勢調査による人口の推移
| 1950年（昭和25年） | 1,889人 | [ 11 ] |  |
| 1955年（昭和30年） | 1,982人 | [ 11 ] |  |
| 1960年（昭和35年） | 2,149人 | [ 12 ] |  |
| 1965年（昭和40年） | 2,091人 | [ 12 ] |  |
| 1970年（昭和45年） | 1,971人 | [ 13 ] |  |
| 1975年（昭和50年） | 1,582人 | [ 13 ] |  |
| 1980年（昭和55年） | 1,390人 | [ 14 ] |  |
| 1985年（昭和60年） | 1,206人 | [ 14 ] |  |
| 1990年（平成2年）  | 1,127人 | [ 15 ] |  |
| 1995年（平成7年）  | 1,028人 | [ 16 ] |  |
| 2000年（平成12年） | 954人   | [ 17 ] |  |
| 2005年（平成17年） | 888人   | [ 18 ] |  |
| 2010年（平成22年） | 788人   | [ 19 ] |  |

## 学区
市立小・中学校に通う場合、学校等は以下の通りとなる。また、公立高等学校に通う場合の学区は以下の通りとなる。
| 番・番地等 | 小学校               | 中学校                   | 高等学校 |
| ---------- | -------------------- | ------------------------ | -------- |
| 全域       | 名古屋市立御劔小学校 | 名古屋市立瑞穂ヶ丘中学校 | 尾張学区 |

## 施設
- 曹洞宗月桂山盛屋寺[8]
- 天理教治名分教会

## その他

### 日本郵便
- 郵便番号 : 467-0874[4]（集配局：瑞穂郵便局[22]）。